# فرد هيرزوغ
فرد هيرزوغ هو مصور كندي، ولد في 21 سبتمبر 1930 في باد فرديريش شال في ألمانيا.

## وصلات خارجية
- الموقع الرسمي